# Mordella pulverulenta
Mordella pulverulenta es una especie de coleóptero de la familia Mordellidae.

## Distribución geográfica
Habita en Queensland y Nueva Gales del Sur  (Australia).